# Davis-Halbinsel
Die Davis-Halbinsel ist eine etwa 5 km breite, eisbedeckte Halbinsel im ostantarktischen Königin-Marie-Land. Sie liegt zwischen dem Reid- und dem Northcliffe-Gletscher. 
Entdeckt wurde sie im November 1912 im Rahmen der Australasiatischen Antarktisexpedition (1911–1914) unter der Leitung des australischen Polarforschers Douglas Mawson. Benannt ist sie nach dem australischen Navigator John King Davis (1884–1967), dem Kapitän des Schiffs Aurora bei dieser Forschungsreise.